# Алтан де Пали
Алтан де Пали (фр. Althen-des-Paluds) насеље је и општина у југоисточној Француској у региону Прованса-Алпи-Азурна обала, у департману Воклиз која припада префектури Карпантрас.
По подацима из 2011. године у општини је живело 2.684 становника, а густина насељености је износила 419,38 становника/km². Општина се простире на површини од 6,4 km². Налази се на средњој надморској висини од 32 метара (максималној 38 m, а минималној 27 m).

## Демографија
| 1962. | 1968. | 1975. | 1982. | 1990. | 1999. | 2011. |
| ----- | ----- | ----- | ----- | ----- | ----- | ----- |
| 1.070 | 1.173 | 1.288 | 1.575 | 1.600 | 1.988 | 2.684 |

График промене броја становника у току последњих година